# Кудь Олександр Валерійович
Олександр Валерійович Кудь — старший солдат Збройних Сил України, учасник російсько-української війни, що загинув у ході російського вторгнення в Україну в 2022 році.

## Життєпис
Олександр Кудь народився 8 грудня 1983 року в місті Фастові на Київщині. Після закінчення загальноосвітньої школи № 1 у рідному місті проходив строкову службу в 2002—2003 роках на посаді водія. Демобілізувавшись працював на підприємстві «Аміда-Плюс», потім — на підприємстві «Елопак» та в магазині «Сільпо» у Фастові. З початком повномасштабного російського вторгнення в Україну був мобілізований та перебував на передовій. Загинув 9 або 10 квітня 2022 року на Донеччині.

## Родина
У загиблого залишилася дружина Галина та четверо дітей — сини Назар, Володимир та Костянтин, а також донька Юлія.

## Нагороди
- Орден «За мужність» III ступеня (2022, посмертно) — за особисту мужність і самовіддані дії, виявлені у захисті державного суверенітету та територіальної цілісності України, вірність військовій присязі[4].